# Dracaena penangensis
Dracaena penangensis är en sparrisväxtart som beskrevs av Henry Nicholas Ridley. Dracaena penangensis ingår i släktet dracenor, och familjen sparrisväxter. Inga underarter finns listade i Catalogue of Life.